# Csíkszentmárton község
Csíkszentmárton község (románul: Comuna Vârfurile) község Hargita megyében, Romániában. Központja Csíkszentmárton, beosztott falvai Csíkcsekefalva és Úzvölgye.

## Népessége
A 2011-es népszámlálás adatai alapján a község népessége 2322 fő volt.